# Page Act
Der Page Act (häufig auch: Page Law; deutsch: Page-Gesetz) war ein US-amerikanisches Bundesgesetz aus dem Jahre 1875, das die Einreise von Prostituierten und von verurteilten Straftätern in die USA verbot. Das Gesetz betraf nur Bewerber aus China, Japan und anderen ost- und südostasiatischen Ländern.

## Hintergrund und Bestimmungen
Der Page Act wurde am 3. März 1875 vom US-Senat verabschiedet. Hintergrund war ein Anwachsen der Prostitution in den USA in der chinesisch-amerikanischen Gemeinschaft, die von einer kriminellen Minderheit innerhalb dieser Gemeinschaft gefördert wurde und die von der Tatsache zehrte, dass die chinesischen Migranten, die fast ausschließlich Männer waren, aus einer Vielzahl von Gründen weder ihre Frauen in die USA mitnehmen, noch in den USA heiraten konnten. Das Gesetz bildete nicht nur die Grundlage dafür, dass Frauen, die von den Beamten der Einwanderungsbehörde als Prostituierte eingestuft wurden, nach China zurückgeschickt werden konnten, sondern sah auch Strafen für Personen vor, die Prostituierte in die USA zu bringen versuchten. Mit der – oftmals willkürlichen – Brandmarkung einreisewilliger Chinesinnen als „Prostituierte“ sollte tatsächlich nicht nur die chinesisch-amerikanische Prostitution unterbunden werden. Indem chinesischen Frauen generell die Einreise schwer gemacht wurde, sollte auch der unter Chinesen traditionell verbreiteten Polygamie, bei der Männer neben einer Ehefrau eine Konkubine nahmen, zumindest auf amerikanischem Boden ein Riegel vorgeschoben werden.
Neben Prostituierten und Konkubinen wurden auch im Ausland verurteilte Straftäter von der Einreise in die USA ausgeschlossen, es sei denn, die Verurteilung war aus rein politischen Gründen erfolgt.
Da die Absicht der Prostitution im Einzelfall kaum nachgewiesen werden konnte und die Beamten der Einreisebehörde bei der Beurteilung der Bewerberinnen einen weiten Ermessensspielraum besaßen, führte die Regelung dazu, dass die Einreise von Chinesinnen und anderen Asiatinnen insgesamt weitgehend unterbunden wurde, unabhängig davon, mit welcher Absicht sie einreisten. Rechtshistorisch eröffnet der Page Act damit eine ganze Reihe von Bundesgesetzen, die die Zuwanderung von chinesischen Migranten verhindern sollten. 1882 folgte der Chinese Exclusion Act.